# Xixerella
Xixerella es un pequeño pueblo en la parroquia de La Massana del principado de Andorra. Hay un campo de golf de 18 hoyos junto al río. 
 Igualmente hay un centro de alojamiento para el turismo deportivo de montaña y aventura. También hay un coto o reserva de caza.